# Godzillius robustus
Espèce
Godzillius robustus est une espèce de rémipèdes de la famille des Godzilliidae.

## Distribution
Cette espèce est endémique des Îles Turques-et-Caïques. Elle se rencontre dans la grotte anchialine Cottage Pond sur North Caicos.

## Publication originale
- Schram, Yager & Emerson, 1986 : Remipedia. Part 1. Systematics. San Diego Society of Natural History Memoirs, no 15, p. 5-60.